# Erhard Deutelmoser

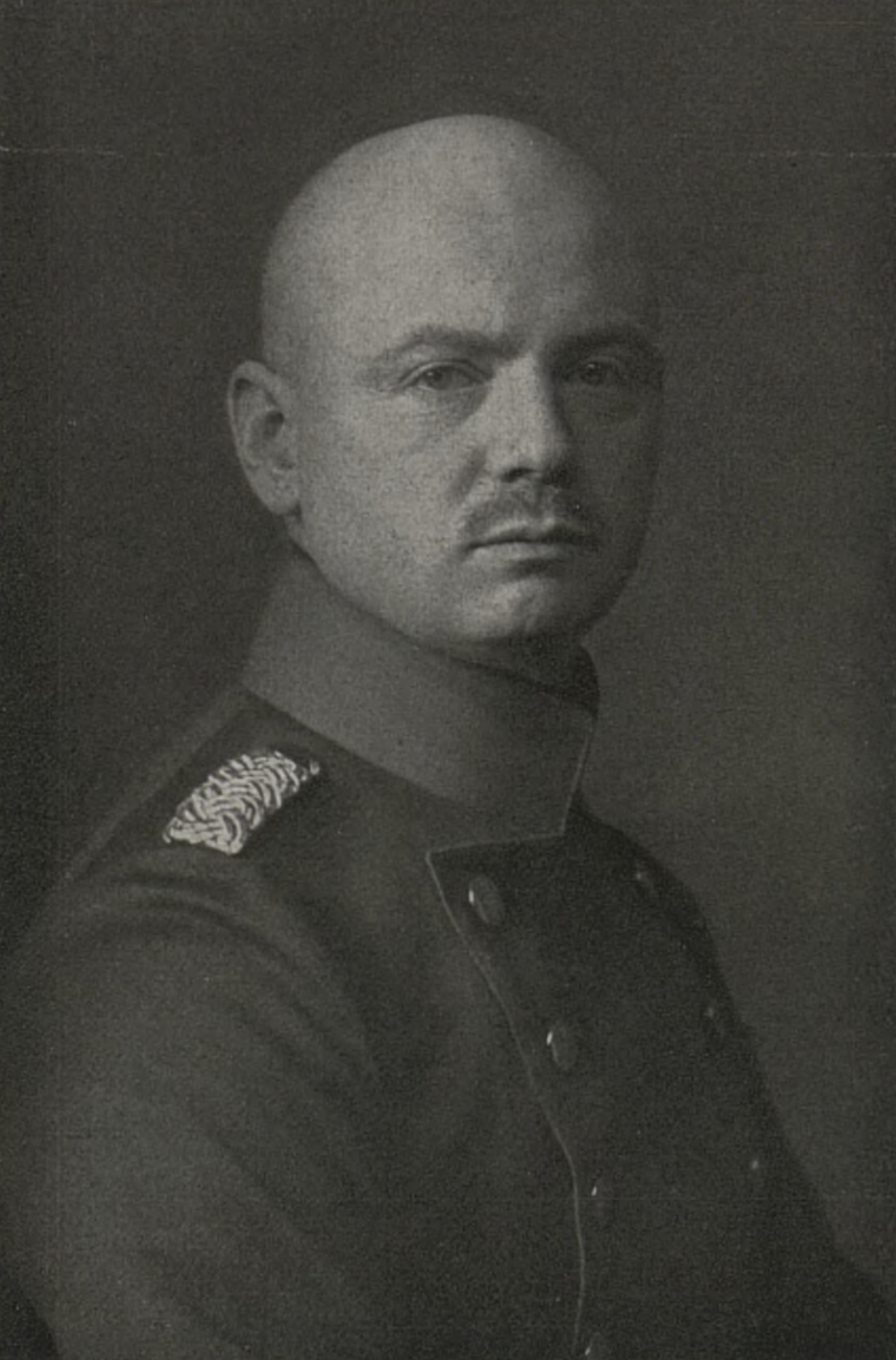
Deutelmoser ca. 1916

Erhard Eduard Deutelmoser (* 22. Juni 1873 in Iserlohn; † 1. September 1956 in Lenggries) war ein deutscher Offizier. Im Ersten Weltkrieg war er Chef des Kriegspresseamts bei der Obersten Heeresleitung, Leiter der Presseabteilung im Auswärtigen Amt und Pressechef des Reichskanzlers.

## Leben
Erhard Deutelmoser besuchte in seiner Schulzeit das Gymnasium in Aachen und die Landesschule Pforta. Hier legte er 1892 das Abitur ab. Anschließend schlug er die militärische Laufbahn ein (Offizier seit 20. Mai 1893), in der er es bis zum Oberstleutnant brachte. 1899 heiratete er Anna Christner. Von 1900 bis 1903 besuchte er die Kriegsakademie in Berlin. 1906 wurde er Hauptmann im Generalstab, zu dem er von 1904 bis 1909 mit Unterbrechungen kommandiert worden war. Von 1909 bis 1912 war er Kompaniechef.
Im Jahre 1912 wurde Erhard Deutelmoser zum Major befördert und als Pressereferent im Preußischen Kriegsministerium in Berlin eingesetzt. Im Jahr darauf übernahm er die Leitung des Pressereferates. Das Referat war vor dem Hintergrund der Ereignisse der Balkankriege gegründet worden. Zum Zeitpunkt der Mobilisierung und des Ausbruchs des Ersten Weltkrieges war er in der Abteilung III b des Großen Generalstabes für Pressepolitik und Kriegszensur zuständig. Im Oktober 1915 wurde Deutelmoser zum ersten Leiter der neugegründeten Zentralstelle für Heimataufklärung, der späteren Reichszentrale für Heimatdienst berufen, dem die „Öffentlichkeitsarbeit“ der Obersten Heeresleitung (OHL) oblag. Praktisch hatte das Amt die Aufgabe, die deutsche Presse zu überwachen und zu steuern, und die abgestimmte Sichtweise der OHL in politischen Fragen wiederzugeben.
Am 28. Oktober 1916, nachdem Paul von Hindenburg und Erich Ludendorff die Führung der OHL übernahmen, wurde Erhard Deutelmoser von diesem Posten abgelöst. Mit den Geschäften der Führung der Nachrichten-Abteilung (Z 3) im Kriegsministerium wurde zu dieser Zeit Major Ernst van der Bergh (1873–1968) betraut. Um die Jahreswende 1916/17 übernahm Deutelmoser stattdessen, im Rang eines Ministerialdirektors und Wirklichen Geheimen Legationsrats, die Leitung der Abteilung IV (Nachrichten) im Auswärtigen Amt, die er bis 1918 innehatte. Im November 1917 wurde Deutelmoser zudem zum Pressechef in der Reichskanzlei ernannt. Im November 1918 wurde er vom Auswärtigen Amt beurlaubt und im Januar 1919 schied er aus dem Dienst aus.
Seit 1921 arbeitete Deutelmoser für die Firma Wolff in Berlin. In den 1930er Jahren lebte er in Lenggries in Oberbayern.

## Dolchstoßlegende

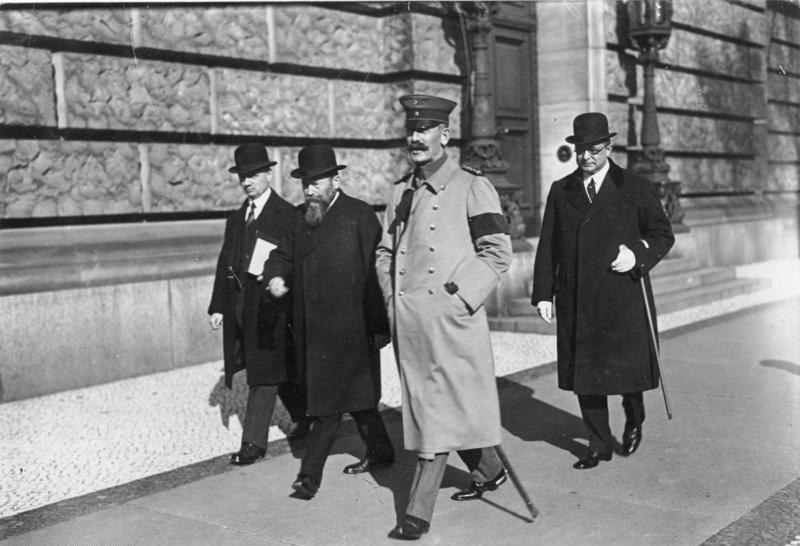
Erhard Eduard Deutelmoser, Max von Baden und Wilhelm von Radowitz auf dem Weg in den Reichstag (1918)

Deutelmoser gehörte zu den Offizieren, die bereits in den 1920er Jahren die sogenannte Dolchstoßlegende als solche bezeichneten.
Im Berliner Tageblatt veröffentlichte Deutelmoser am 4. Oktober 1921 einen Namensbeitrag "Das Sprengmittel" prominent auf Seite eins. Er argumentierte, die Behauptung – er nannte sie wörtlich "Dolchstoßlegende" – sei noch vor Kriegsende im Ausland entstanden und sei als "Sprengmittel" berechnet gewesen, um Deutschland zu schaden. Sie sei "grundsätzlich angesehen, offenkundiger Unsinn", weil die Heimat sich quasi selbst erdolcht hätte. Aber die "Dolchstoß"-Behauptung sei sehr wirksam, weil sie nicht klar zu durchschauen sei.
Tatsächlich habe es bereits vor dem Krieg "Entfremdungsvorgänge" und "Misstrauen" zwischen Volk und Militär gegeben. Aber der Krieg selbst habe "sonnenklar" bewiesen, dass es keinen relevanten "inneren Feind" gegeben habe. Insbesondere nahm Deutelmoser die Sozialdemokratie in Schutz.

Alle Kriege brächten Spannungen zwischen der militärischen und politischen Führung hervor. In diesem Krieg habe das deutsche Militär jedoch weit mehr Vertrauen im Volk genossen als die deutsche Regierung. Das habe sich seit 1916 massiv gesteigert. "Jeder Zweifel am Siege galt seitdem zunächst als Verbrechen", so Deutelmoser. Das Volk habe dem Heer jahrelang Opfer gebracht, seiner Führung bis zum Schluss "blindlings vertraut" und den Generälen die Fähigkeiten von Staatsmännern zugeschrieben, die sie nicht haben konnten. Am Ende sei das Volk körperlich und geistig von diesem Krieg völlig erschöpft gewesen. Die politisch dominanten Militärs hätten das jedoch nicht verstanden.
Wenn man sich nun in die Seele derer hineinversetzt, die draußen im Felde des Glaubens gewesen sind, der Krieg sei nur eine Sache der Waffenentscheidung, dann wird man begreifen können, warum die Dolchstoßlegende da Wurzel gefasst hat. Es ist durchaus nicht nötig, das auf Böswilligkeit oder auf gekränkten Ehrgeiz zurückzuführen. Die militärische Psychologie genügt vollkommen, um es verständlich zu machen […]

Dem gegenüber ist es genau so begreiflich, dass jeder, der nicht in der militärischen Psychologie befangen ist, von heller Empörung entflammt wird, wenn man behauptet, die Heimat habe das deutsche Heer verraten. Mit vollem Recht ist der Dolchstoßlegende der Einwand entgegenzuhalten, dass die Heimat überrascht und entsetzt war, als plötzlich nicht etwa die politische Reichsleitung, sondern die Heeresleitung erklärte, der Krieg sei verloren. [Hervorhebung im Original]
Die Kriegsstrategen hätten Deutschlands Kraft stets allein militärisch beurteilt und völlig die politische Wirkung verkannt, die das Eingeständnis der militärischen Niederlage auf das Volk haben würde. Der politische Zusammenbruch sei erst im Anschluss an die Verkündung der totalen militärischen Niederlage gekommen, betonte Deutelmoser. Im Ausland habe man die politische Sprengwirkung jedoch erkannt.
So konnte die Dolchstoßlegende von Deutschlands Gegnern als neue politische Waffe zunächst erfolgreich angewandt werden. Wahr an ihr ist, dass Heer und Heimat einander gerade da, wo der Schwerpunkt lag, in Irrtümern überboten haben. Mehr zu behaupten, heißt die Geschäfte des Feindes besorgen.
Der Beitrag sorgte sofort für große öffentliche Kontroversen. Deutelmosers relativ komplexe Argumentation wurde oftmals auf das prägnante Zitat "grundsätzlich angesehen, offenkundiger Unsinn" reduziert. So zitierte der Historiker Hans Delbrück Deutelmosers Schlagwort in seinem 1922 erschienenen Text Ludendorffs Selbstportrait.

## Schriften
- Gedächtnis-Predigt nach dem Tode Seiner Majestät des Kaisers und Königs Wilhelm geh. am 11. März 1888 in d. evang. Kirche in Burtscheid (1888), Stercken Verlag, Aachen 1888
- Geschichte des 5. Westfälischen Infanterie-Regiments Nr. 53 von Erhard Deutelmoser, Hauptm. J.Vöge Verlag Hamburg, 1907
- Die allgemeine politische Lage; W GLegR. Erhard Deutelmoser; Wirkl. Geh. Leg. R. Gerhard Köpke. Die Wirkung des Kriegseintritts der Vereinigten Staaten von Nordamerika auf die süd- u. mittelamerik. Staaten u. auf d. europ. Neutralen, Hrsg. Kriegspresseamt Berlin 1917
- Zwischen Gestern und Morgen. Politische Anregungen. Berlin 1919.
- "Das Sprengmittel". In: Berliner Tageblatt. Band 50, 466 (Morgenausgabe), 4. Oktober 1921, S. 1–2 (dfg-viewer.de [abgerufen am 27. März 2023]).